# The Dust Coda
The Dust Coda ist eine englische Hard-Rock-Band aus London.

## Geschichte
Die Band wurde im Jahre 2015 von den Gitarristen John Drake und Adam Mackie gegründet. Beide Musiker kannten sich von einer anderen Band, in der beide zuvor spielten. Mackie lud Drake eines Tages ein, eine neue Band zu gründen. Zusammen schrieb man einige Lieder, bevor die Bandbesetzung mit dem Bassisten Tony Ho und dem Schlagzeuger Scott Miller komplettiert wurde. Der Bandname soll laut Adam Mackie helfen, „all die großartigen Dinge des Rock ’n’ Roll zu wiederholen und sie auch in modernen Zeiten lebendig zu halten“. Ein Jahr später nahm die Band ihr Debütalbum auf, welches am 27. Oktober 2017 in Eigenregie veröffentlicht wurde. Im November 2020 nahm Earache Records die Band unter Vertrag. Das von Clint Murphy produzierte zweite Studioalbum Mojo Skyline erschien am 26. März 2021 und erreichte Platz 27 der britischen Albumcharts.

## Stil
Liam Martin vom Onlinemagazin Allmusic beschrieb die Musik von The Dust Coda als im Blues verwurzelten Classic Rock. Als Haupteinflüsse nennt Adam Mackie Bands wie Led Zeppelin, Guns n’ Roses, The Rolling Stones, AC/DC, Soundgarden, Bruce Springsteen, Ryan Adams, Free, Black Sabbath, Pearl Jam und Rage Against the Machine. Matthias Mineur vom deutschen Magazin Metal Hammer verortete die Band „irgendwo zwischen Led Zeppelin, The Black Crowes und Goodbye June“.

## Diskografie

### Alben
| Jahr | Titel Musiklabel              | Höchstplatzierung, Gesamtwochen, AuszeichnungChartsChartplatzierungen (Jahr, Titel, Musiklabel, Platzierungen, Wochen, Auszeichnungen, Anmerkungen) | Anmerkungen                            |
| Jahr | Titel Musiklabel              | UK | Anmerkungen                            |
| ---- | ----------------------------- | --- | -------------------------------------- |
| 2017 | The Dust Coda Eigenverlag     | — | Erstveröffentlichung: 27. Oktober 2017 |
| 2021 | Mojo Skyline Earache Records  | UK27 (1 Wo.)UK | Erstveröffentlichung: 26. März 2021    |
| 2023 | Loco Paradise Earache Records | UK36 (1 Wo.)UK | Erstveröffentlichung: 7. Juli 2023     |

### Musikvideos
- 2015: Down in the Valley
- 2016: The More It Fades
- 2017: Rock N Roll
- 2017: Weakness
- 2017: Save Me
- 2017: When the Tides Comes In
- 2020: Limbo Man
- 2021: Breakdown
- 2021: Jimmy 2 Times